# José Camilo Uriburu
José Camilo Uriburu (1914-1996) foi um político e advogado argentino que atuou como Interventor Federal de Córdoba durante a presidência de Roberto Marcelo Levingston, no âmbito da Revolução Argentina.
Era sobrinho de José Félix Uriburu, graças a quem ingressou em partidos conservadores de direita.
Foi nomeado por Roberto Marcelo Levingston como interventor em Córdoba em 2 de março de 1971, por serem próximos e procurar alguém em quem pudesse confiar em uma disputa com o General Alejandro Lanusse. A província vivia turbulenta por conta dos movimentos sindicais e estudantis que vinham ocorrendo contra a ditadura desde o Cordobazo de 1969. Nesse contexto, no dia 7 de março, declarou que, na referida província aninhada, se andava  “uma cobra venenosa cuja cabeça peço a Deus que me dê a honra histórica de cortar com um único corte”, que detonou outra grande cidade conhecida como viborazo. Em 17 de março, 15 dias após a posse, teve que apresentar sua renúncia.